# マリオ・バルデス
マリオ・アエラル・バルデス（Mario Ayelar Valdez , 1974年11月19日 - ）は、メキシコ出身の元プロ野球選手（外野手）。右投左打。日本での登録名は「マリオ」。

## 来歴・人物
シカゴ・ホワイトソックスに在籍していた1997年に初めてメジャーに昇格し、自己最多となる54試合に出場。メジャー初本塁打を含む28安打を記録し、打率.243の成績を残した。以降はマイナー生活が続き、その間にミネソタ・ツインズ、オークランド・アスレチックスに移籍した。アスレチックス時代の2000年には3年ぶりにメジャーに昇格し、翌2001年には32試合の出場ながらもシュアな打撃を披露し存在感を示した。
2004年は当初メキシカンリーグでプレーしていたが、シーズン途中に大阪近鉄バファローズに入団。不調が続いていたラリー・バーンズの代わりとなる左の大砲として期待され、期待の現れとして、ヒッティングマーチにはラルフ・ブライアントと同じものが使われた。7月2日の対オリックス戦から一軍に合流すると、その試合で来日初安打をいきなり本塁打で飾る。すると、翌日の試合ではサヨナラ適時打を放ち、7月の間は持ち前の長打力と勝負強さを発揮し、「スーパーマリオ」というニックネームが付けられた。しかし、8月になると一転して、弱点を突かれたか打率が急降下。8月28日に登録抹消されると、プロ野球再編問題で球団合併の煽りを受け、同シーズン終了後に退団した。そのため、マリオは近鉄が最後に獲得した選手となった。
2005年以降は、モンテレー・サルタンズ、ラグナ・カウボーイズなどメキシカンリーグのチームに所属し、2014年までプレーしていた。

## 詳細情報

### 年度別打撃成績
| 年 度    | 球 団    | 試 合 | 打 席 | 打 数 | 得 点 | 安 打 | 二 塁 打 | 三 塁 打 | 本 塁 打 | 塁 打 | 打 点 | 盗 塁 | 盗 塁 死 | 犠 打 | 犠 飛 | 四 球 | 敬 遠 | 死 球 | 三 振 | 併 殺 打 | 打 率 | 出 塁 率 | 長 打 率 | O P S |
| -------- | -------- | ----- | ----- | ----- | ----- | ----- | -------- | -------- | -------- | ----- | ----- | ----- | -------- | ----- | ----- | ----- | ----- | ----- | ----- | -------- | ----- | -------- | -------- | ----- |
| 1997     | CWS      | 54    | 137   | 115   | 11    | 28    | 7        | 0        | 1        | 38    | 13    | 1     | 0        | 0     | 2     | 17    | 3     | 0     | 39    | 3        | .243  | .336     | .330     | .666  |
| 2000     | OAK      | 5     | 12    | 12    | 0     | 0     | 0        | 0        | 0        | 0     | 0     | 0     | 0        | 0     | 0     | 0     | 0     | 0     | 3     | 0        | .000  | .000     | .000     | .000  |
| 2001     | OAK      | 32    | 67    | 54    | 7     | 15    | 1        | 0        | 1        | 19    | 8     | 0     | 0        | 0     | 0     | 12    | 1     | 1     | 18    | 0        | .278  | .418     | .352     | .770  |
| 2004     | 近鉄     | 36    | 148   | 127   | 21    | 27    | 9        | 0        | 9        | 63    | 29    | 0     | 0        | 0     | 0     | 18    | 1     | 3     | 41    | 1        | .213  | .324     | .496     | .820  |
| MLB：3年 | MLB：3年 | 91    | 216   | 181   | 18    | 43    | 8        | 0        | 2        | 57    | 21    | 1     | 0        | 0     | 2     | 29    | 4     | 1     | 60    | 3        | .238  | .343     | .315     | .658  |
| NPB：1年 | NPB：1年 | 36    | 148   | 127   | 21    | 27    | 9        | 0        | 9        | 63    | 29    | 0     | 0        | 0     | 0     | 18    | 1     | 3     | 41    | 1        | .213  | .324     | .496     | .820  |

### 記録
NPB
- 初出場・初先発出場：2004年7月2日、対オリックス・ブルーウェーブ15回戦（大阪ドーム）、5番・指名打者として先発出場
- 初安打・初本塁打・初打点：同上、6回裏にマック鈴木から右越ソロ

### 背番号
- 34（1997年）
- 50（2000年）
- 23（2001年）
- 28（2004年）